# Egoku Dōmyō
Egoku Dōmyō (jap. 慧極道明; ur. 1632, zm. 1721) – japoński mistrz zen szkoły ōbaku.

## Życiorys
Urodził się w ówczesnej prowincji Nagato. Był piątym dzieckiem w rodzinie Oda, którzy związani byli z lokalnym daimyō prowincji Nagato. Matka zmarła, gdy był małym dzieckiem i jego wychowaniem zajął się wujek. Gdy miał 9 lat został posłany do małej świątyni szkoły rinzai. W wieku 17 lat przeszedł ceremonię tonsurową (postrzyżyn).
W 1650 roku usłyszał, że spadkobierca mistrza Yinyuana Longqi Yelan Xinggue (1613–1651) przybywa do Japonii, więc wybrał się do Nagasaki, aby go powitać. Po drodze w zajeździe spotkał mistrza Daozhe Chaoyuana (1602–1662), dołączył do niego i razem weszli na spotkanie z mistrzem Yelanem do klasztoru Sōfuku. Egoku spędził w tym klasztorze 3 lata. Po usłyszeniu, że któryś z chińskich kupców powiedział, iż japońscy mnisi dlatego praktykują w klasztorach chińskich, gdyż w nich nie ma głodu, oburzony oszczerstwem odszedł z tego klasztoru. Przez kilka miesięcy prowadził wędrowne i ascetyczne życie, żeby zadać kłam oszczerstwu i powrócił do klasztoru.
Gdy w 1662 roku umierał mistrz Daozhe, poinstruował swoich uczniów, aby szukali nauk zen u mistrza Yinyuana. W 1663 roku Egoku wraz z grupą około 20 uczniów zostali uczniami Yinyuana lub Mu’ana Xingtao. W 1665 roku przyjął wskazania na ceremonii ordynacyjnej szkoły ōbaku (sandan kaie). Wziął udział w kilku letnich i zimowych odosobnieniach medytacyjnych. Przez jakiś czas był także uczniem Jifeia Ruyi.
W 1671 roku Egoku otrzymał potwierdzenie oświecenia (inka) od mistrza Mu’ana. W 1674 roku otrzymał szatę. Był drugim spadkobiercą mistrza Mu’ana.
Wybudował lub odbudował 12 klasztorów i świątyń, w tym swój główny klasztor Hōun w prowincji Kawachi. Był także od 1687 roku opatem Zuishō-ji, najważniejszego klasztoru szkoły w Edo, posiadającego platformę ordynacyjną (kaidan). Było to wtedy najwyższe stanowisko dostępne Japończykowi w szkole ōbaku. W 1691 roku na ceremonii sandan kaie przekazał wskazania ponad 2000 ludzi.
Oprócz przyczynienia się do materialnego rozwoju szkoły poprzez budowę czy odbudowę klasztorów i świątyń, olbrzymie zasługi położył także w zasobach ludzkich. Miał 42 spadkobierców Dharmy i jest uważany za patriarchę linii przekazu shōringe-ha.
Mistrz zen Egoku Dōmyō zmarł w 1721 roku w wieku 90 lat.

## Linia przekazu Dharmy zen
Pierwsza liczba oznacza liczbę pokoleń mistrzów od 1 Patriarchy indyjskiego Mahakaśjapy.
Druga liczba oznacza liczbę pokoleń od 28/1 Bodhidharmy, 28 Patriarchy Indii i 1 Patriarchy Chin.
Trzecia liczba oznacza początek nowej linii przekazu w danym kraju.
- 68/41 Miyun Yuanwu (1566–1642)
  - 69/42 Feiyin Tongrong (1593–1661)
    - 70/43/1 Yinyuan Longqi (jap. Ingen Ryuki) (1592–1673) 23 spadkobierców Dharmy w tym 3 Japończyków. 1 opat Mampuku-ji
      - 71/44/2 Duzhan Xingrong (1628–1706)
        - 72/45/3 Tengan (bd)

      - 71/44/2 Yiran Xingrong (1601–1668) opat Kōfuku-ji
      - 71/44/2. Dokuhon Shōgen (1618–1689)
      - 71/44/2. Dokuryu Shoeki
      - 71/44/2. Ryōkei Shōsen (1602–1670) 1 spadkobierca Dharmy, opat Shōmyō-ji
        - 72/45/3. Go-Mizunoo (1612–1629) cesarz Japonii
          - 73/46/4. Kaiō Hōkō (1635–1712) opat Shōmyō-ji, linia ta dała później dwóch opatów Mampuku-ji.

      - 71/44/2. Dokushō Shōen (1617–1694)
      - 71/44/2. Jifei Ruyi (jap. Sokuhi Nyoitsu) (1616–1671) opat Fukuku-ji, 5 spadkobierców Dharmy
        - 72/45/3. Hōun Myōdo (bd) 2 opat Fukuku-ji
        - 72/45/3. Qiandai Xing’an (1636–1705) 6 opat Mampuku-ji

      - 71/44/2. Mu’an Xingtao (jap. Mokuan Shōtō) (1611–1684) 46 spadkobierców Dharmy, w tym 43 Japończyków. 2 opat Mampuku-ji
        - 72/45/2. Hakuo Dotai (zm. 1682) opat Daikyu-an
          - 73/46/3. Ryōnen Gensō (1646–1711) mistrzyni zen

        - 72/45/3. Tannen Dōjaku (1629–1679) były mnich szkoły sōtō
        - 72/45/3. Tetsugen Dōkō (1630–1682) nie zostawił spadkobierców
        - 72/45/3. Ichimyō Dōgen (1635–1685)
        - 72/45/3. Tesshin Dōhan (1641–1710) dwukrotny opat Zuishō-ji
        - 72/45/3. Jitsuden Dōkin (1627–1704) 4 opat Zuishō-ji
        - 72/45/3. Tanzan Dōshō (1606–1682)
        - 72/45/3. Tetsugyū Dōki (1628–1700) 34 spadkobierców Dharmy. 2 opat Zuishō-ji[a]
          - 73/46/4. Linia przekazu chōshō

        - 72/45/3. Egoku Dōmyō (1632–1721) 42 spadkobierców Dharmy, 3 opat Zuishō-ji i swojego klasztoru Hōun-ji
          - 73/46/4. Linia przekazu shōringe

        - 72/45/3. Chōon Dōkai (1628–1695)

      - 71/44/2. Huilin Xingji (1609–1681) 6 japońskich spadkobierców Dharmy. 3 opat Mampuku-ji
        - 72/45/3. Linia przekazu ryūko
        - 72/45/3. Duzhan Xingying (Xingrong) (1628–1706) 39 spadkobierców Dharmy (38 Japończyków). 4 opat Mampuku-ji
          - 73/46/4. Linia przekazu shishirin oraz 3 mniejsze linie
          - 73/46/4. Enzū Dōjō (1643–1704) 17 spadkobierców Dharmy
          - 73/46/4. Sekisō Dōkō (1638–1704)
          - 73/46/4. Yuefeng Daozhuang (1655–1734) 8 opat Mampuku-ji

      - 71/44/2. Huimen Rupei (1615–1664) początkowo następca Yinyuana w Chinach; przybył do Nagasaki. 11 spadkobierców Dharmy.
        - 72/45/3. Gaoquan Xingdong[b] (1633–1695) 16 spadkobierców Dharmy. 5 opat Mampuku-ji
          - 73/46/4. Linia przekazu bukkoku-ha